# Montagne Thorofare
La montagne Thorofare (en anglais : Thorofare Mountain) est un sommet montagneux situé dans le comté de Park au Wyoming aux États-Unis.
D'une altitude de 3 675 m, elle se trouve à l'est du pic Younts, dans la chaîne Absaroka.
La rivière Yellowstone se forme à l'ouest du pic Younts à partir des deux ruisseaux North Fork et South Fork, cette dernière prenant sa source au sud de la montagne Thorofare.